# Eupithecia impavida
Euphitecia impavida es una especie de polilla de la familia Geometridae. La especie fue descrita por primera vez por András Mátyás Vojnits habiendo sido descrita en 1979, con distribución en desde el oeste del Himalaya hasta el sur de China y Japón. El sintipo de la especie fue descrita en Kashi.